# Brooker Highway
Pour les articles homonymes, voir Brooker.
La  Brooker Highway est une route longue de 17 km située en Tasmanie, en Australie. Située au nord de Hobart et de direction sensiblement sud-est-nord-ouest, elle est l'artère principale de la banlieue nord de Hobart et le principal axe routier reliant Hobart aux villes et villages du nord de la Tasmanie. Elle fait partie de la National Highway et est l'une des routes les plus fréquentées de Tasmanie. 
Elle démarre au nord du centre ville et remonte au nord de la banlieue nord de Hobart. C'est une route à quatre voies à chaussées séparées mais seules les sections nord de la route et l'échangeur avec la Domains Highway sont des échangeurs superposés. Les autres intersections se font sur feux tricolores ou giratoires.
Elle traverse les quartiers de Glebe, Lutana, Goodwood, Glenorchy, Montrose, Rosetta, Berriedale, Claremont, Austins Ferry avant de s'achever à Granton où elle devient la Midland Highway.